# Deer Island, Oregon
Deer Island är en ort i Columbia County i delstaten Oregon, USA.